# Jankowce
Jankowce dawniej też Jankowice – wieś w Polsce położona w województwie podkarpackim, w powiecie leskim, w gminie Lesko}.
Przez wieś przechodzą tory nieczynnej od 15 grudnia 2013 linii kolejowej nr 108 z przystankiem Jankowce.
W latach 1975–1998 miejscowość administracyjnie należała do województwa krośnieńskiego.
Miejscowość jest siedzibą rzymskokatolickiej parafii św. Królowej Jadwigi należącej do dekanatu Lesko. We wsi działa klub piłkarski BKS Bieszczady Jankowce. W sezonie 2023/2024 występuje w klasie A w grupie Krosno I
W Jankowcach w 1940 r. urodził się aktor i reżyser teatralny Henryk Giżycki.

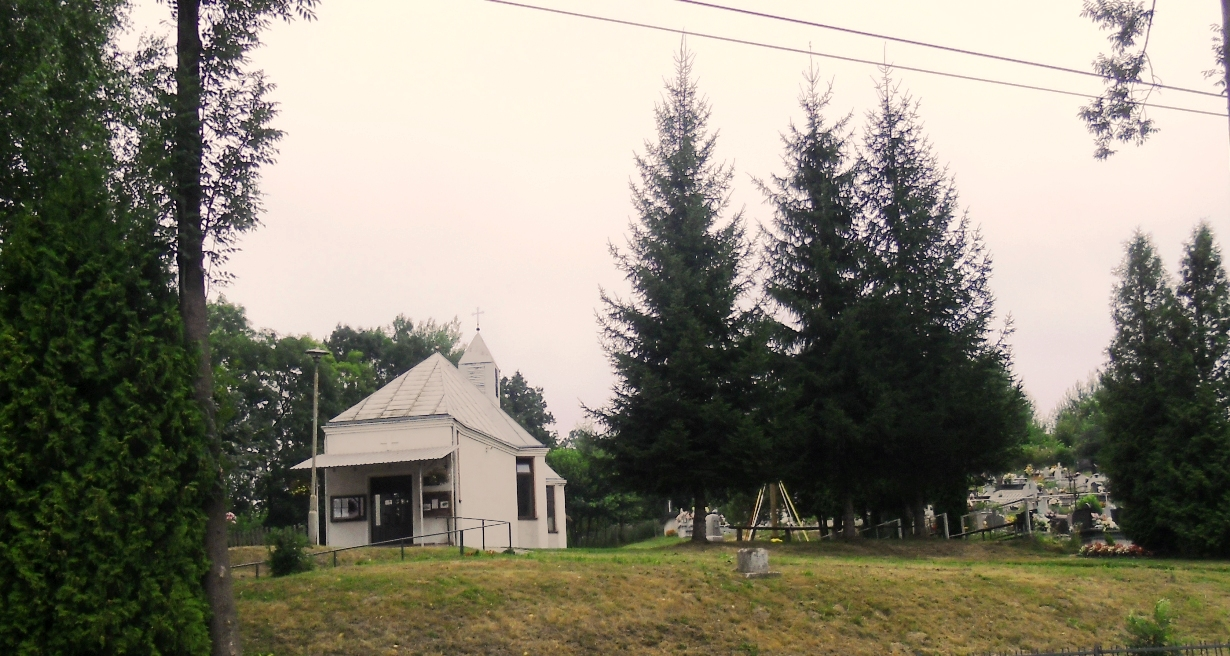
Kościół św. Jadwigi Królowej